# 2014년 동계 올림픽 쇼트트랙 여자 3000m 계주
2014년 동계 올림픽의 쇼트트랙 여자 3000m 계주는 아이스버그 스케이팅 팰리스에서 2014년 2월 10일부터 18일까지 열렸다.
준결선은 2월 10일에 열렸으며 결선은 2월 18일에 열렸다.
전 대회 우승팀과 2013년 선수권 대회 우승팀 중화인민공화국은 결선에서 실격당하여 메달 획득에 실패하였다.
메달 획득을 가리는 결선 A에서 마지막 바퀴까지 중화인민공화국이 앞서 있었지만, 대한민국의 심석희가 마지막 반바퀴에서 아웃코스로 역전하며 2006년 올림픽 이후 8년만에 우승을 차지하였다. 중화인민공화국은 2위로 결승선을 통과했지만, 대한민국이 박승희에서 심석희로 주자를 교체하는 과정에서 진로 방해가 인정되어 실격 처리가 되었다. 그 결과, 각각 3위와 4위로 들어온 캐나다와 이탈리아가 은메달과 동메달을 차지하였다.

## 결과

### 준결선
준결선은 2월 10일에 열렸다.
| 순위 | 조 | 국가           | 선수                                                                    | 시간     | 비고 |
| ---- | -- | -------------- | ----------------------------------------------------------------------- | -------- | ---- |
| 1    | 1  | 대한민국       | 심석희 박승희 공상정 조해리                                             | 4:08.052 | QA   |
| 2    | 1  | 캐나다         | 마리이브 드롤렛 제시카 휴잇 발레리 말테 마리안느 생즐레                 | 4:08.871 | QA   |
| 3    | 1  | 러시아         | 올가 벨라코바 타티야나 보로둘리나 소피아 프로스비르노바 발레리야 레즈닉 | 4:13.938 | QB   |
| 4    | 1  | 헝가리         | 로차 다라츠 베르너데트 헤이둠 안드레아 케츨러 선드러 라이토시           | 4:15.473 | QB   |
| 1    | 2  | 중화인민공화국 | 판커신 리지안루 리우치홍 저우양                                         | 4:09.555 | QA   |
| 2    | 2  | 이탈리아       | 아리안나 폰타나 루차 페레티 마르티나 발세피나 엘레나 비비아니           | 4:11.282 | QA   |
| 3    | 2  | 일본           | 이토 아유코 사카이 유이 사쿠라이 비바 시미즈 사유리                     | 4:11.913 | QB   |
|      | 2  | 네덜란드       | 요린 테르 모르스 산네 반 케르호프 야라 반 케르고프 라라 반 루이벤       |          | PEN  |

### 결선
결선은 2월 18일에 열렸다.

#### 결선 B
| 순위 | 국가   | 선수                                                                    | 시간     | 비고 |
| ---- | ------ | ----------------------------------------------------------------------- | -------- | ---- |
| 4    | 러시아 | 올가 벨라코바 타티야나 보로둘리나 소피아 프로스비르노바 발레리야 레즈닉 | 4:14.862 |      |
| 5    | 일본   | 이토 아유코 사카이 유이 사쿠라이 비바 시미즈 사유리                     | 4:15.253 |      |
| 6    | 헝가리 | 로차 다라츠 베르너데트 헤이둠 안드레아 케츨러 선드러 라이토시           | 4:24.496 |      |

#### 결선 A

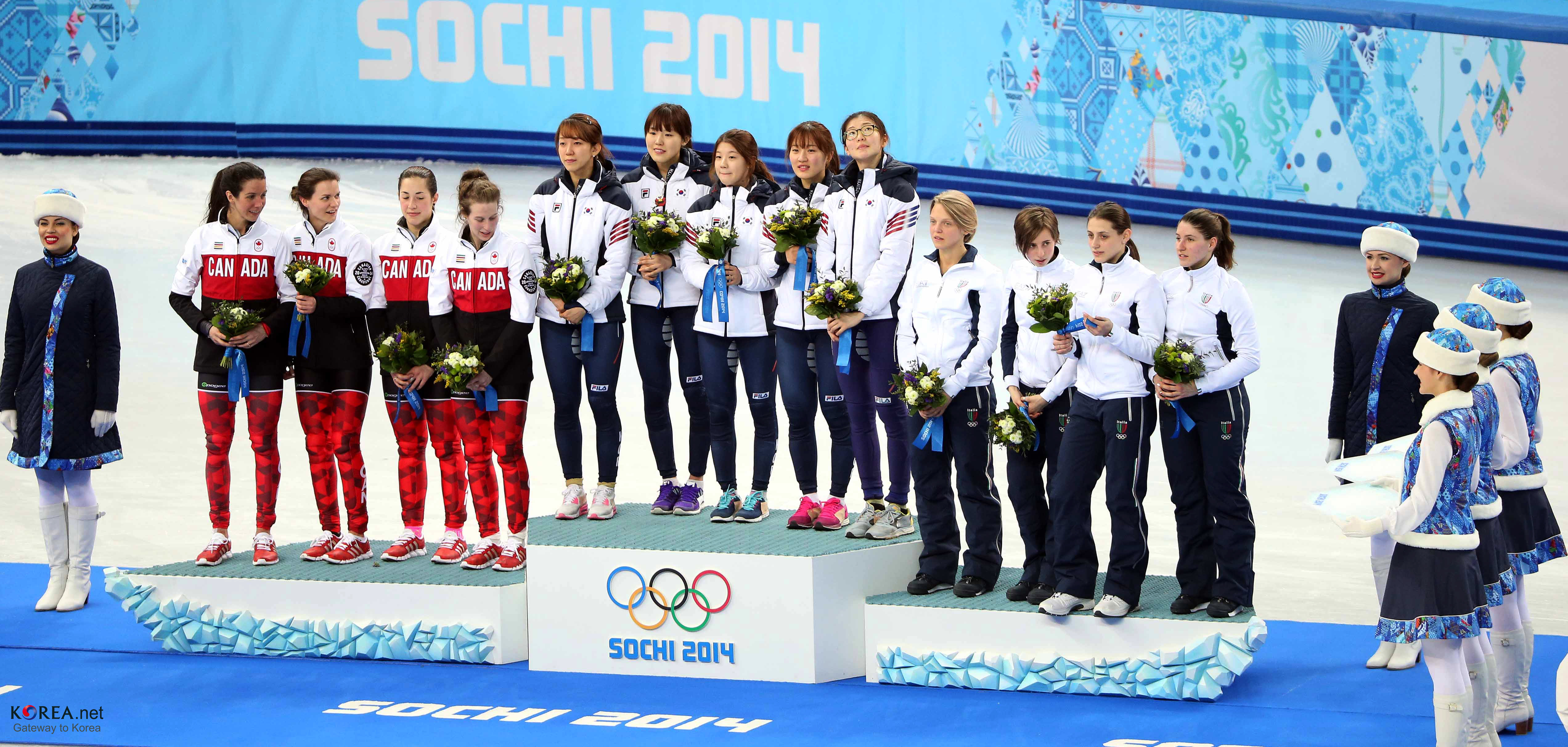
쇼트트랙 여자 3000m 계주에서 금메달을 획득한 대한민국 선수들

| 순위 | 국가           | 선수                                                          | 시간     | 비고 |
| ---- | -------------- | ------------------------------------------------------------- | -------- | ---- |
| 1    | 대한민국       | 심석희 박승희 김아랑 조해리                                   | 4:09.498 |      |
| 2    | 캐나다         | 마리이브 드롤렛 제시카 휴잇 발레리 말테 마리안느 생즐레       | 4:10.641 |      |
| 3    | 이탈리아       | 아리안나 폰타나 루차 페레티 마르티나 발세피나 엘레나 비비아니 | 4:14.014 |      |
|      | 중화인민공화국 | 판커신 리지안루 리우치홍 저우양                               | -        | PEN  |

## 범례
|  | 세계 신기록                  |  |                   | 아프리카 신기록 |                      | Q | 예선 통과 |
|  | 올림픽 신기록                |  | 북아메리카 신기록 | DNS             | 경기를 시작하지 않음 |   |           |
|  |                              |  | 아시아 신기록     | DNF             | 경기를 마치지 않음   |   |           |
|  | 국가 신기록                  |  | 유럽 신기록       | DSQ             | 실격                 |   |           |
|  | 개인 최고 기록 (개인 신기록) |  | 오세아니아 신기록 | WD              | 기권                 |   |           |
|  | 시즌 최고 기록 (시즌 신기록) |  | 남아메리카 신기록 | NM              | 기록 없음            |   |           |

### 쇼트트랙
| ADV | 피반칙으로 다음 라운드 진출 |  |  | QA | 결승전 A (메달 경쟁) |  |  | QB | 결승전 B (메달 없음) |